# Lancia Ypsilon (2011)
La Lancia Ypsilon (nome in codice del progetto interno 846) è un'autovettura di segmento B prodotta dalla casa automobilistica italiana Lancia a partire dal 2011 nello stabilimento di Tychy, quale erede della vettura omonima presentata nel 2003 (che per due anni ha affiancato la nuova in listino sotto la denominazione di Ypsilon Unyca).
Dal settembre 2011 è stata inoltre commercializzata in Irlanda e Regno Unito a marchio Chrysler e in Giappone a partire dal 2012.
Nel maggio 2017, la commercializzazione della vettura nei mercati europei viene interrotta, rimanendo in vendita solo in Italia.
A partire da febbraio 2024 la vettura è stata affiancata per poi essere sostituita da una nuova generazione del modello.
Lo stop della produzione è avvenuto alla fine di giugno 2024.

## Il contesto
L'uscita della nuova Ypsilon era già prevista per il 2009; a causa della crisi globale che ha colpito l'industria dell'auto, però, i vertici del marchio hanno deciso di posticiparla al 2011, dopo la presentazione ufficiale avvenuta al Salone dell'automobile di Ginevra. La vettura non è più realizzata sul pianale della Fiat Punto, ma su quello della seconda serie della Fiat Panda, utilizzato anche per la 500 con cui condivide buona parte della meccanica.

## Design

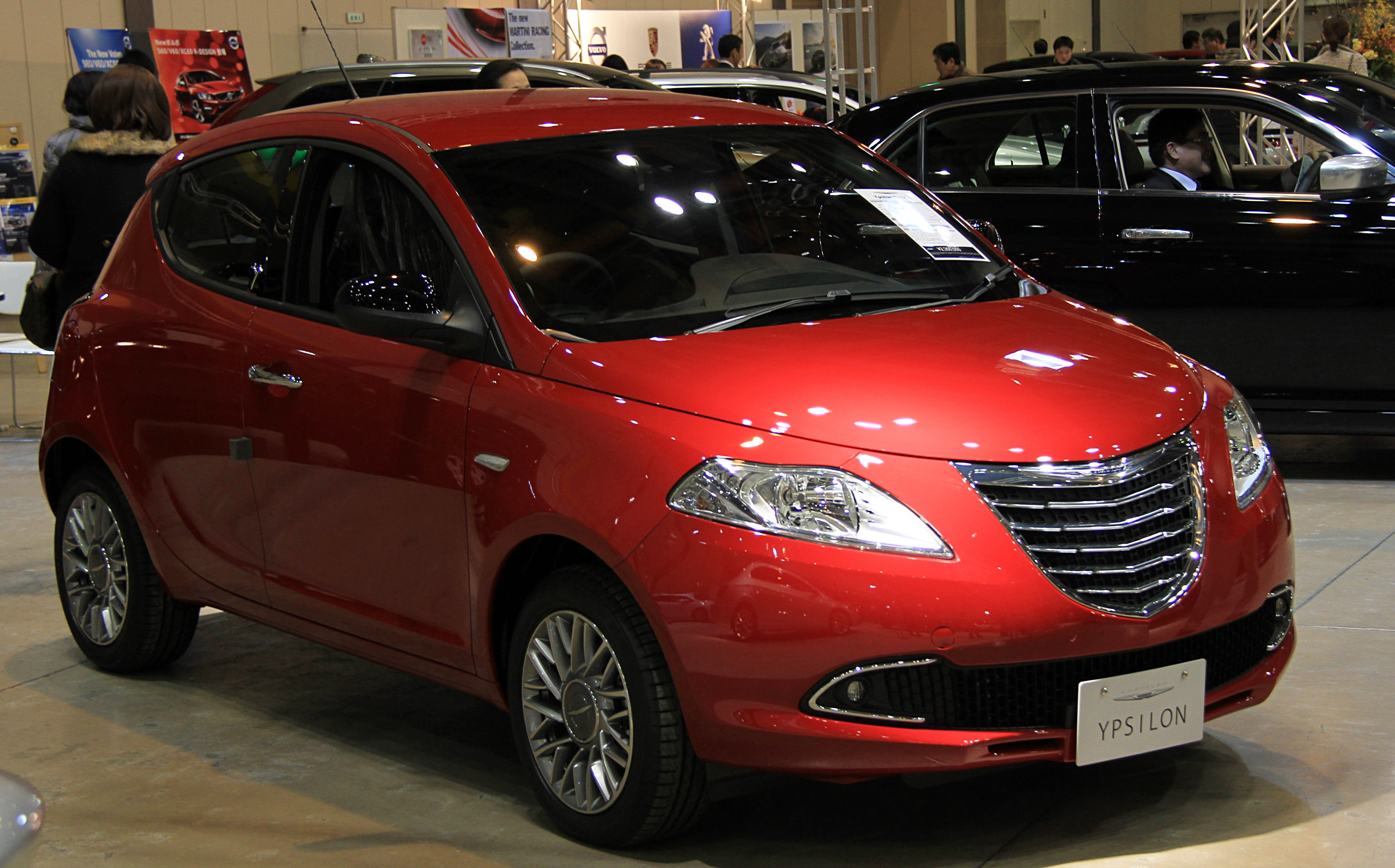
Una Chrysler Ypsilon

Novità assoluta della nuova generazione è senza dubbio la carrozzeria a 5 porte, che tuttavia non ha portato a un eccessivo aumento della lunghezza (solo 3 cm in più del modello precedente). Nonostante ciò, a prima vista può sembrare che l'auto possieda una carrozzeria a 3 porte, grazie alle maniglie delle portiere posteriori nascoste nei montanti dei finestrini (come accadeva sulle Alfa Romeo 147 e 156 o, più recentemente, alla Giulietta).
I designer della citycar italiana hanno preso ispirazione da altri due modelli della casa torinese, una ormai decisamente d'epoca e l'altra piuttosto recente: la Lancia Ardea per il design a "coperchio" del cofano anteriore e la Lancia Delta per il posteriore con il grosso lunotto arcuato, per il flying bridge (con cui il tetto poggia direttamente sul vetro posteriore) e per l'utilizzo di fanali posteriori allungati a LED.

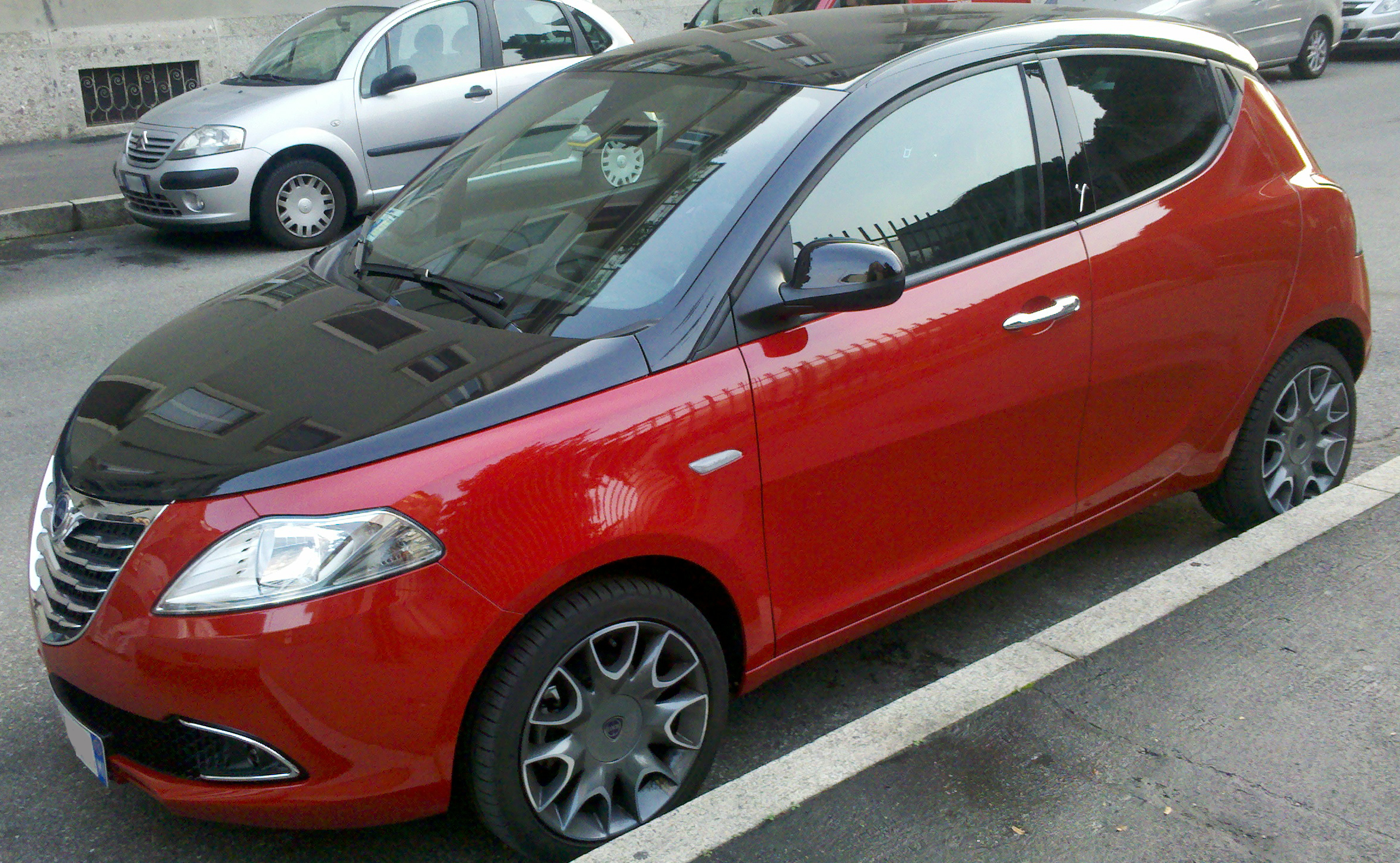
Una Lancia Ypsilon bicolore

La nuova Ypsilon, caratterizzata da linee morbide e tondeggianti, ha però un aspetto leggermente più sportivo e dinamico, con lo scopo di allargare il target di vendita anche a uomini e famiglie, distaccandosi così dallo stereotipo di auto rivolta a una clientela quasi totalmente femminile.

Su questa serie debutta la nuova calandra della Lancia che caratterizzerà il nuovo family feeling della casa. La nuova griglia anteriore è formata da listelli orizzontali anziché verticali, come nelle ultime Lancia, e sparisce il famoso "calice", che suddivideva la stessa griglia in due parti; questa scelta è spiegata dalla nuova partnership fra il gruppo Fiat e Chrysler, la quale ha reso necessario rendere la calandra della casa italiana più simile a quella della casa americana (infatti viene venduta nel Regno Unito, Irlanda e Giappone col marchio Chrysler).

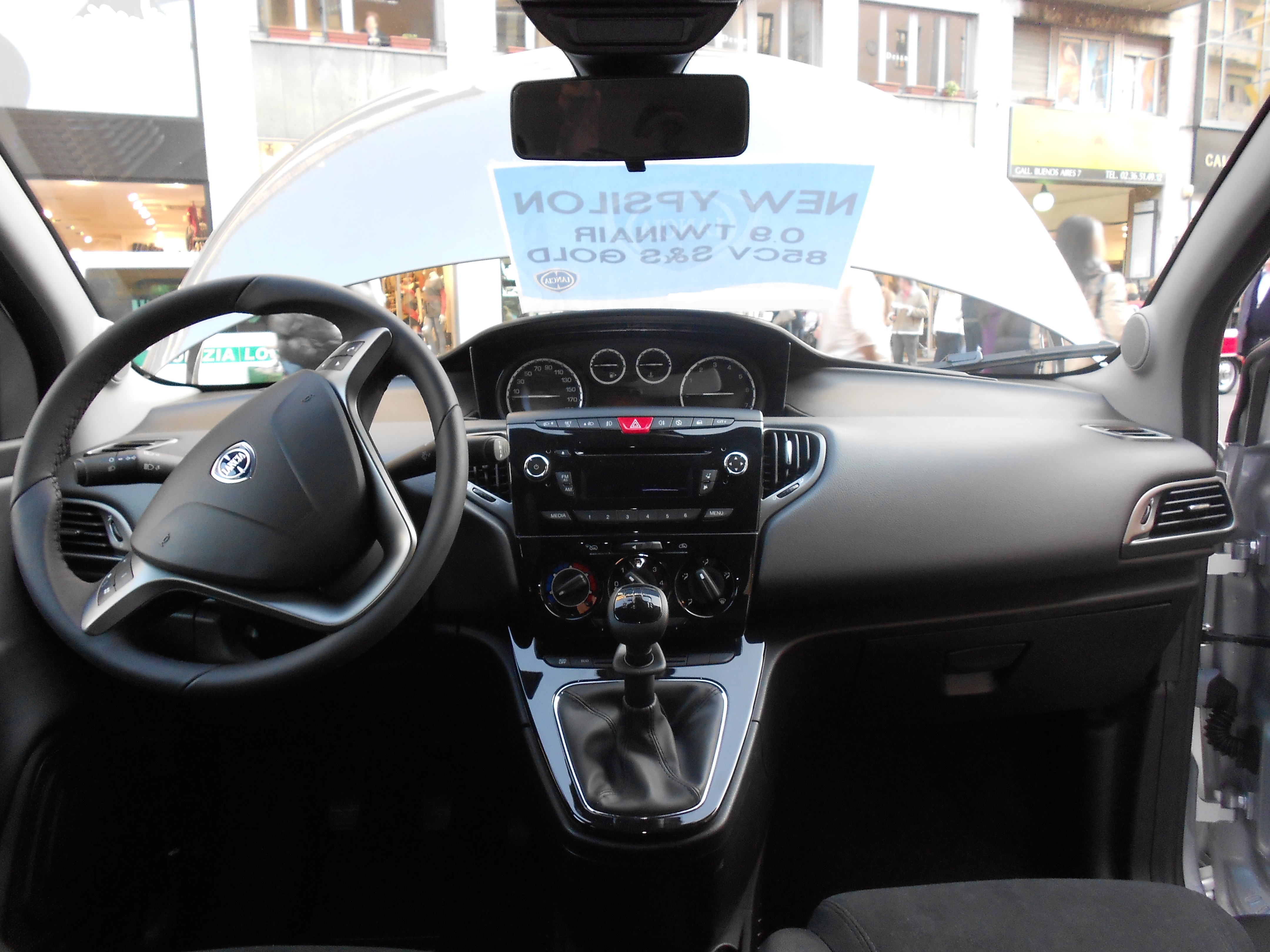
Interni della nuova Lancia Ypsilon

La nuova Ypsilon riprende dalla progenitrice la possibilità di avere come optional la colorazione bicolore, ma, diversamente da quanto avveniva nella precedente serie, la seconda tinta è estesa anche al cofano anteriore.

### Interni
All'interno la Ypsilon conserva la stessa impostazione della sua progenitrice: quadro strumenti posizionato al centro del cruscotto e leva del cambio rialzata. Gli interni sono ben rifiniti e personalizzabili con una vasta gamma di materiali pregiati e colori.

## Aggiornamenti

### Restyling 2015

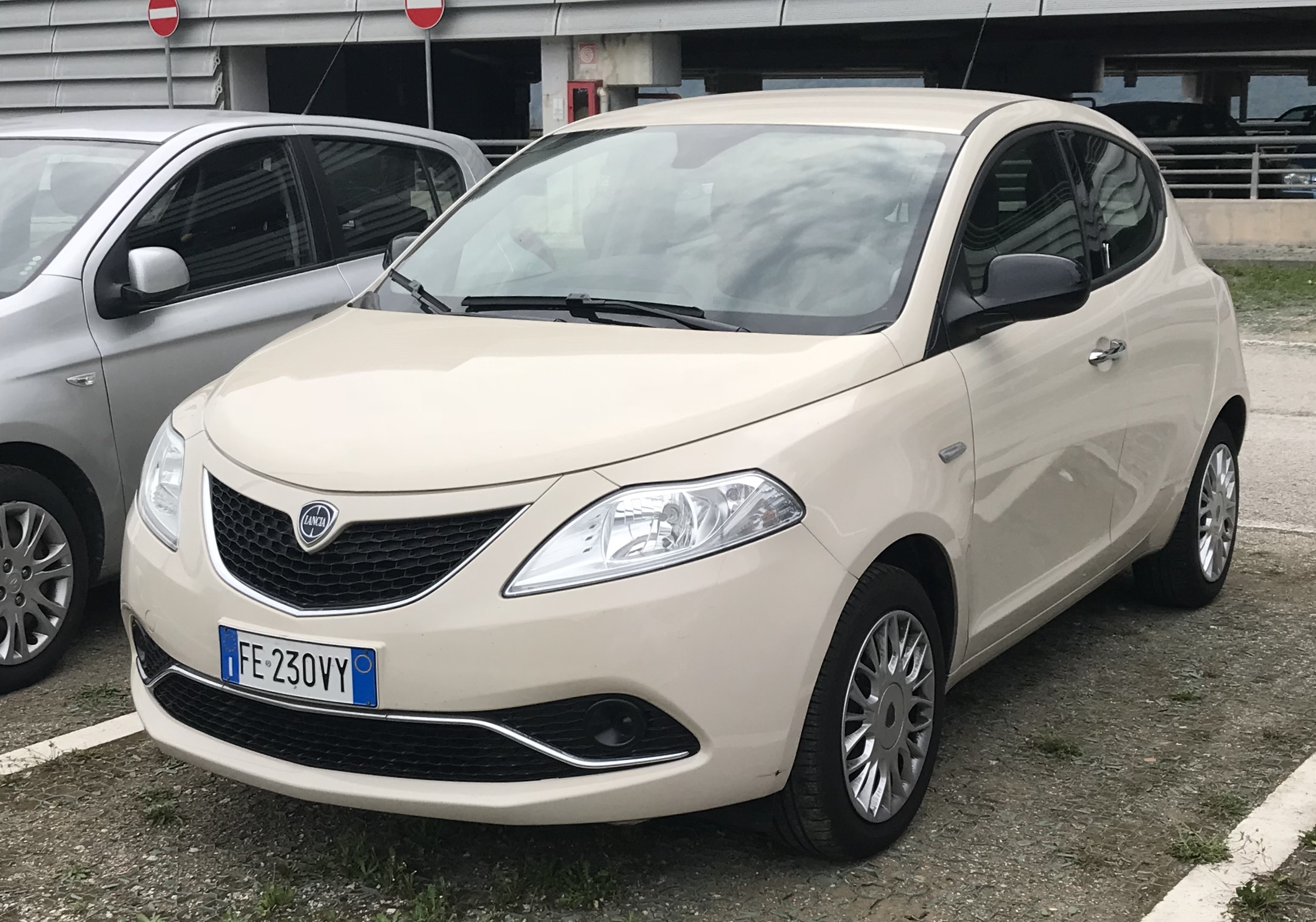
Restyling 2015

Per celebrare i trent'anni dalla nascita della prima Y10, al Salone di Francoforte 2015 è stato presentato il restyling della Ypsilon, che viene rivista sia nella carrozzeria che negli interni.
Il design della vettura è stato modificato dal Centro Stile Lancia; gli interventi più evidenti sono stati effettuati nella calandra, ora più corta e larga, e nel posteriore con il fascione paracolpi adesso in tinta con la carrozzeria. Vengono inoltre introdotte due inedite colorazioni denominate Avorio Chic e Blu di Blu.
Nuovi sono i materiali per gli interni, i quali presentano nuovi motivi, e la possibilità di scegliere velluto e pelle come tessuti in base agli allestimenti. Al debutto sul mercato sono disponibili i tre allestimenti Silver, Gold e Platinum da abbinare alle 5 motorizzazioni disponibili. Rinnovata anche la plancia, la grafica del quadro strumenti e il disegno del tunnel centrale. Su tutti gli allestimenti è disponibile di serie il sistema di infotainment UConnect con display touch da 5 pollici, con radio FM o DAB+ e connettività USB, AUX e Bluetooth. A richiesta sono disponibili i servizi Live, abbinati alla Radio DAB (digital radio) e Radio DAB NAV (digital radio con navigatore integrato).
La gamma motori è praticamente invariata: disponibili due benzina e un diesel, più le varianti a GPL e metano. I benzina sono il 1200 cm³ da 69 CV e il bicilindrico 900 cm³ TwinAir Turbo da 85 CV, a gasolio il 1.3 Multijet da 95 CV con emissioni 95 g/km di CO2 adeguato alle nuove norme Euro 6. Completano la gamma le versioni Ecochic con doppia alimentazione GPL/Benzina, il cui motore è il 1.2 da 69 CV, mentre la versione benzina/metano adotta il TwinAir Turbo da 80 CV che emette 86 g/km di CO2. Per il mercato italiano, è disponibile su richiesta una versione per neopatentati del motore diesel 1.3 Multijet, che passa da 95 CV di potenza a 80 CV.
Il 15 novembre 2019 viene prodotto in Polonia l'esemplare numero 500.000 di Ypsilon; mentre nel primo semestre del 2020 viene presentata la versione Ypsilon Mild Hybrid, prima autovettura della casa torinese dotata di propulsione ibrida, che si compone di un motore benzina 1.0 Firefly a 3 cilindri da 70 CV abbinato a un piccolo moto-generatore elettrico da 12 volt, collegato tramite una cinghia al motore termico e alimentato da un pacco batterie agli ioni di litio da 11 Ah, che recupera energia in frenata o nelle decelerazione per restituirla nelle ripartenze e assistere il sistema start e stop.

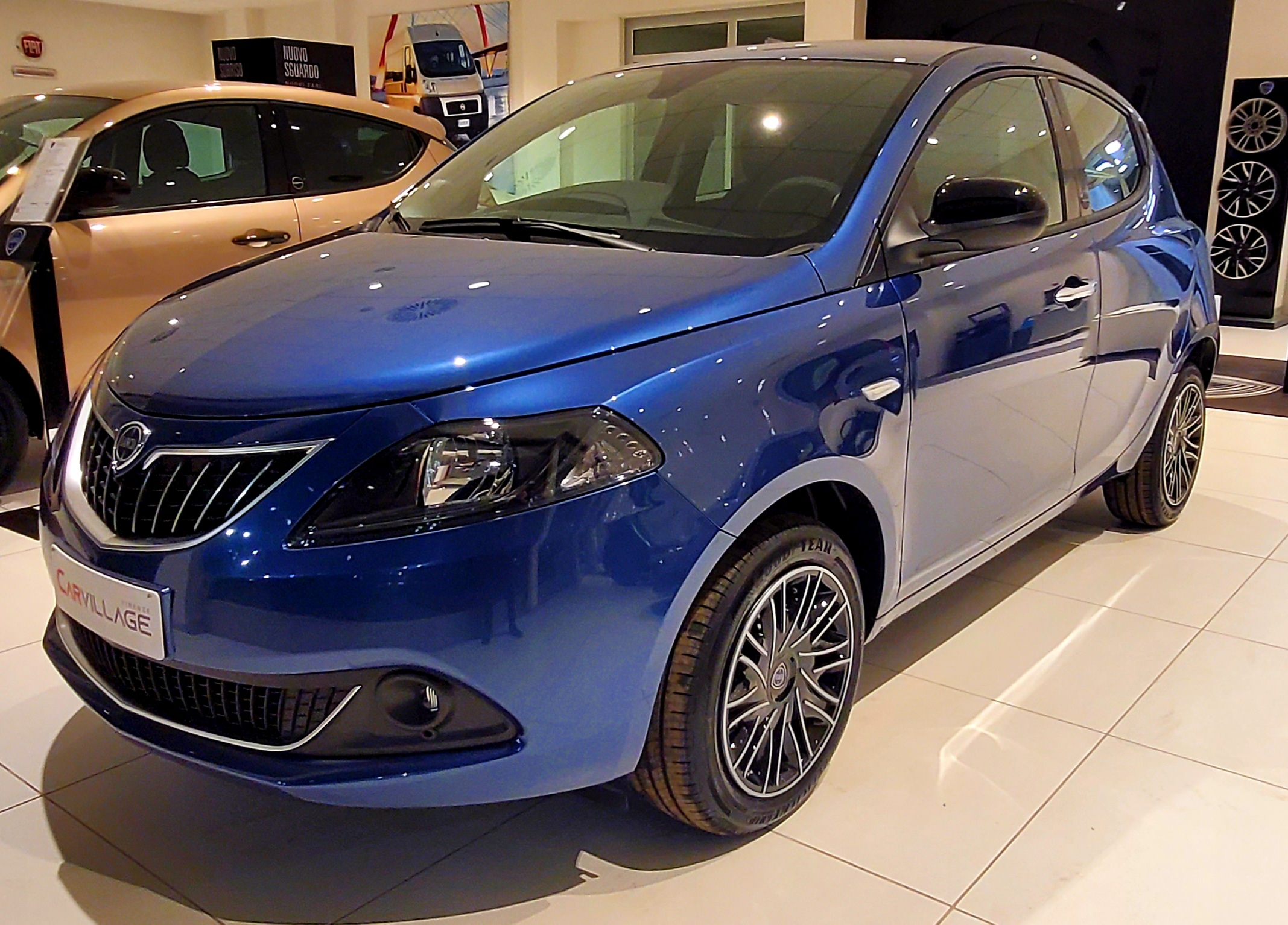
Lancia Ypsilon MY'21 Blu Elegante

### Restyling 2021
Il secondo aggiornamento stilistico, presentato nel 2021, coinvolge principalmente la parte anteriore della vettura. Gli interventi più evidenti sono stati effettuati nel frontale, con una calandra rivista con listelli verticali, come da tradizione Lancia, nuovi gruppi ottici bruniti con luci diurne a LED e lievi modifiche al paraurti anteriore. All'interno la novità sono le nuove finiture in Seaqual Yarn, materiale ottenuto dal riciclo della plastica recuperata nel mar Mediterraneo e il sistema multimediale con touch screen da 7 pollici compatibile con Apple CarPlay e Android Auto. La gamma viene semplificata e gli unici allestimenti disponibili sono Silver e Gold.

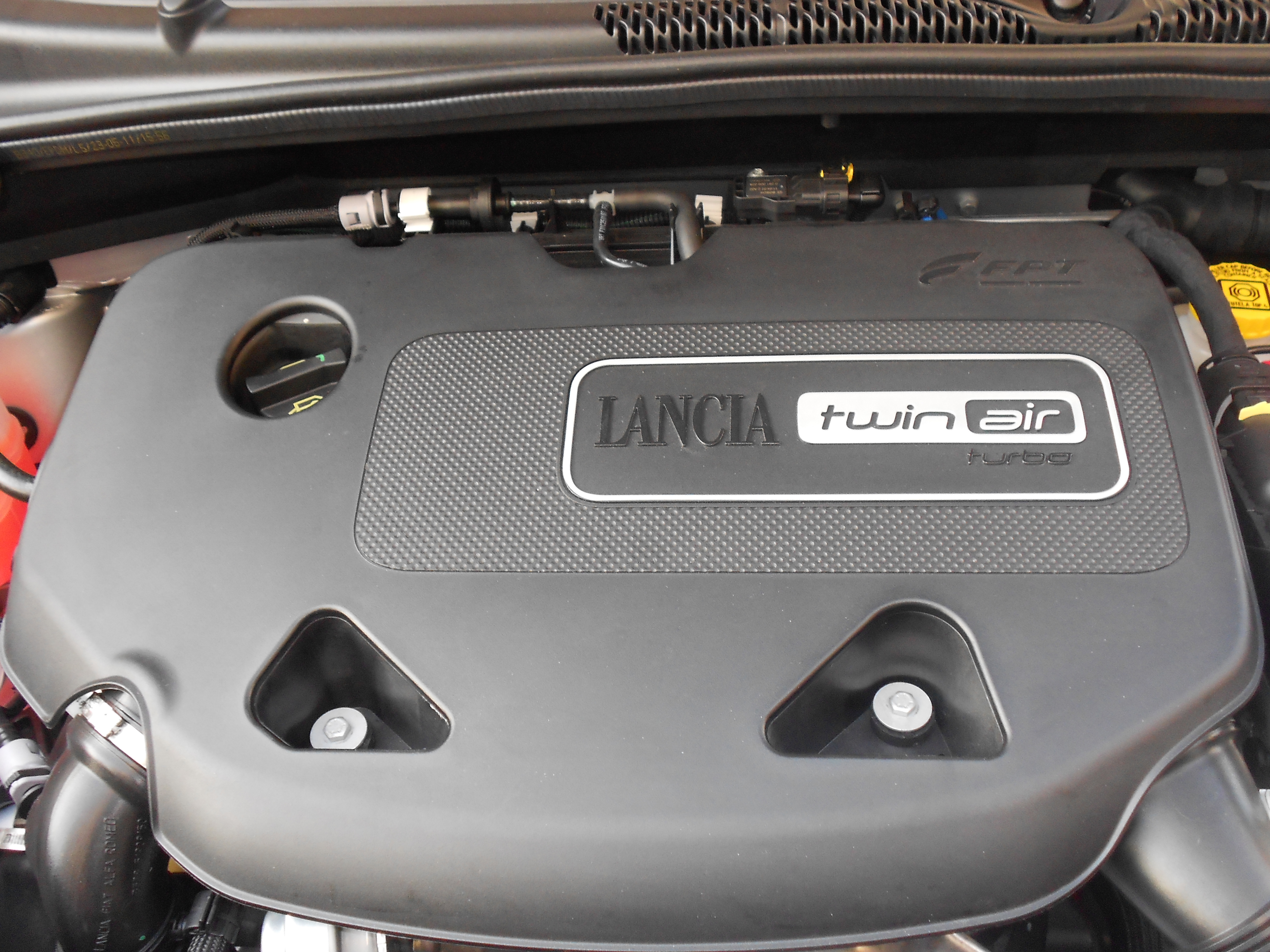
Il motore SGE (nome commerciale Twinair) alloggiato in una Ypsilon

## Motorizzazioni
Novità più rilevante sul fronte dei motori è il bicilindrico 0.9 Twinair Turbo con tecnologia Multiair che eroga 85 CV, che ha fatto la sua comparsa per la prima volta su Fiat 500. Inoltre per i motori a gasolio è disponibile il 1.3 Multijet di seconda generazione nella versione da 95 CV. Dal marzo 2020 il 1.2 Fire 69 CV viene sostituito dal 1.0 Hybrid Firefly da 70 CV.
| Modello                       | Disponibilità           | Motore                                   | Cilindrata cm³ | Potenza                   | Emissioni CO2 (g/km) | 0–100 km/h (secondi) | Velocità max (km/h) | Consumo medio (l/100 km) |
| 0.9 Twinair 85                | dal 2011 ad agosto 2018 | 2 cilindri in linea, Benzina             | 875            | 63 kW (85 CV)             | 99                   | 11,9                 | 176                 | 4,2                      |
| 0.9 Twinair Ecochic Metano 80 | dal 2013 al 2023        | 2 cilindri in linea, Benzina e GNC       | 875            | 59 kW (80 CV)             | 86                   | 13,1                 | 167                 | 4,8                      |
| 1.2 FIRE 8v 69                | dal 2011 ad agosto 2020 | 4 cilindri in linea, Benzina             | 1.242          | 51 kW (69 CV)             | 115                  | 14,5                 | 163                 | 4,9                      |
| 1.2 FIRE Ecochic 69           | dal 2011 al 2024        | 4 cilindri in linea, Benzina e GPL       | 1.242          | 51 kW (69 CV)             | 115                  | 14,5                 | 163                 | 4,9                      |
| 1.0 FireFly 70                | da marzo 2020 al 2024   | 3 cilindri in linea, Benzina Mild hybrid | 999            | 51 kW (70CV) 3,6 kW (5CV) | 89                   | 14,9                 | 167                 | 3,9                      |
| 1.3 Multijet 16V 95           | dal 2011 ad agosto 2018 | 4 cilindri in linea, Diesel              | 1.248          | 70 kW (95 CV)             | 99                   | 11,4                 | 183                 | 3,8                      |